# Estación de Río Tinto-Pueblo
Río Tinto-Pueblo, también conocida coloquialmente como la estación de El Coso, fue una estación de ferrocarril situada en el municipio español de Minas de Riotinto, en la provincia de Huelva. Pertenecía al histórico ferrocarril minero de Riotinto. En la actualidad las instalaciones se encuentran desaparecidas.

## Historia
El ferrocarril de Riotinto, que entró en servicio en 1875, sirvió para el transporte de minerales y mercancías. Más adelante también sirvió para el movimiento de pasajeros dentro de la cuenca minera. Debido a que las instalaciones de Río Tinto-Estación se encontraban alejadas del pueblo de Riotinto, la Rio Tinto Company Limited (RTC) decidió alargar el trazado y construir una nueva estación más cerca de la población. La nueva estación recibió el nombre de «Río Tinto-Pueblo», si bien sería conocida de forma coloquial como la «estación de El Coso» por haberse levantado en el espacio que ocupaba una plaza de toros. Las nuevas instalaciones pertenecían al ramal ferroviario que enlazaba Riotinto con Zalamea la Real, inaugurado en 1904.
En la actualidad no se conserva la estación, que fue desmantelada hacia la década de 1970.